# 蒙斯 (瓦尔省)
蒙斯（法語：Mons，法語發音：[mɔ̃s] ⓘ；奧克語： 或 ）是法国普罗旺斯-阿尔卑斯-蓝色海岸大区瓦尔省的一个市镇，位于该省东北部，属于德拉吉尼昂区。

## 地理
蒙斯（43°41'29"N, 6°42'51"E）面积76.63 平方千米，位于法国普罗旺斯-阿尔卑斯-蓝色海岸大区瓦尔省，该省份为法国东南部沿海省份，北起上普罗旺斯阿尔卑斯省，西北角与沃克吕兹省接壤，西接罗讷河口省，南濒地中海，东临滨海阿尔卑斯省。
与蒙斯接壤的市镇（或旧市镇、城区）包括：埃斯克拉尼奥勒、锡亚涅河畔圣塞泽尔、塞拉农、卡利扬、法扬斯、拉罗克埃斯克拉蓬、塞扬、图雷特。
蒙斯的时区为UTC+01:00、UTC+02:00（夏令时）。

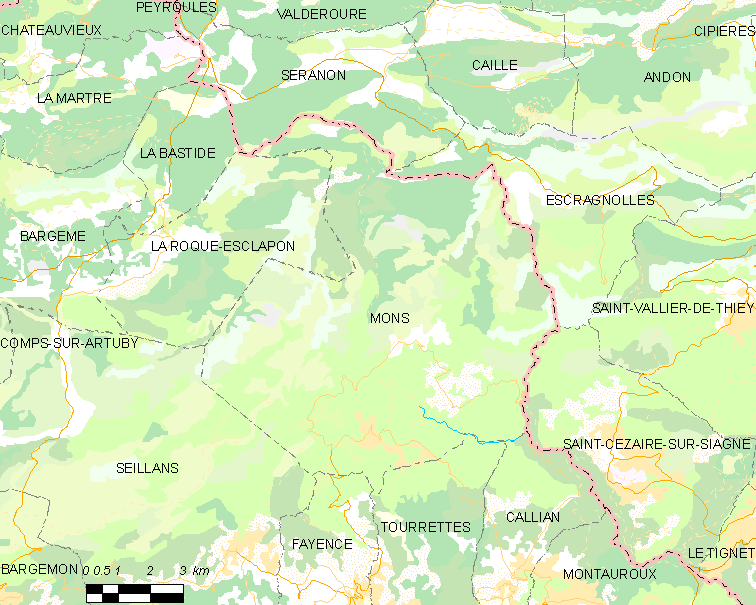
蒙斯的OSM定位图

## 行政
蒙斯的邮政编码为83440，INSEE市镇编码为83080。

## 政治
蒙斯所属的省级选区为阿尔让河畔罗克布吕讷县。

## 人口

1962-2008年间蒙斯人口变化图示

蒙斯于2022年1月1日时的人口数量为873人。